# Stefano Donagrandi
Stefano Donagrandi (né le 1er septembre 1976 à Bormio, dans la province de Sondrio, en Lombardie) est un patineur de vitesse italien.

## Biographie
Avec ses coéquipiers Matteo Anesi, Enrico Fabris et Ippolito Sanfratello, Stefano Donagrandi remporte le titre olympique en poursuite par équipes lors des Jeux olympiques d'hiver de 2006 à Turin.

## Palmarès

### Jeux olympiques
- Jeux olympiques d'hiver de 2006 à Turin  Italie:
  -  Médaille d'or en poursuite par équipes.